# Eckartsau
Eckartsau – gmina targowa w Austrii, w kraju związkowym Dolna Austria, w powiecie Gänserndorf. Według Austriackiego Urzędu Statystycznego liczyła 1 210 mieszkańców (1 stycznia 2014).